# Mareja viridescens
Mareja viridescens är en insektsart som beskrevs av Walker 1851. Mareja viridescens ingår i släktet Mareja och familjen dvärgstritar. Inga underarter finns listade i Catalogue of Life.